# Busogo
Busogo és un sector (imirenge) de Ruanda, situada al districte de Musanze, a la província del Nord. Segons el cens de 2012 tenia 21.152 habitants. És coneguda per allotjar el campus del Col·legi d'Agricultura i Veterinària de la Universitat de Ruanda. També és la seu d'una parròquia integrada en el bisbat de Ruhengeri.